# Sauqueville
Sauqueville é uma comuna francesa na região administrativa da Normandia, no departamento de Sena Marítimo. Estende-se por uma área de 3,39 km². Em 2010 a comuna tinha 356 habitantes (densidade: 105 hab./km²).